# 道の駅アルプス安曇野ほりがねの里
道の駅アルプス安曇野ほりがねの里（みちのえき アルプスあづみのほりがねのさと）は、長野県安曇野市堀金烏川にある長野県道57号安曇野インター堀金線の道の駅である。

## 施設
- 駐車場
  - 普通車：162台
  - 大型車：10台
  - 身障者用：2台
- トイレ
  - 男：大 3器（3器）、小 7器（7器）
  - 女：8器（8器）
  - 身障者用：2器（1器）

※（）内は、24時間利用可能
- 公衆電話
- ほりがね物産センター
  - 食堂「かあさんのおむすびの店」
  - 農産物直売所
  - 会議室

## 休館日
- 年末年始

## アクセス
- 長野県道57号安曇野インター堀金線 - 登録路線[1]
- 安曇広域農道
- 長野県道441号穂高松本塩尻自転車道線（あづみ野やまびこ自転車道）

## 周辺
- 安曇野市役所堀金支所
- 安曇野市文書館
- 臼井吉見文学館
- 安曇野蝶ヶ岳温泉ほりでーゆ〜四季の郷